# Mamelles Island
Mamelles Island ist eine Insel im Indischen Ozean, die zu den Seychellen gehört. Die Insel hat eine Fläche von sechs Hektar und ist unbewohnt. Auf der Insel gibt es einen Leuchtturm, der 1912 fertiggestellt wurde und bis heute in Betrieb ist.

## Geographie
Die Insel gehört geographisch zu den granitischen Inner Islands und liegt 13 Kilometer nordöstlich der Hauptinsel Mahé, und 7,5 km nordöstlich der kleinen Brisan Rocks. Verwaltungsmäßig gehört sie zum Distrikt Glacis (Seychellen) an der Nordspitze der Seychellen-Hauptinsel Mahé.

## Name
Der Name der Insel leitet sich vom französischen Wort „Mamelle“ ab, das „Brust“ bedeutet. Der Name entstand auf Grund des Reliefs der Insel, mit jeweils einer Erhebung im Süden und im Norden der Insel.